# Pháo đài An Bình

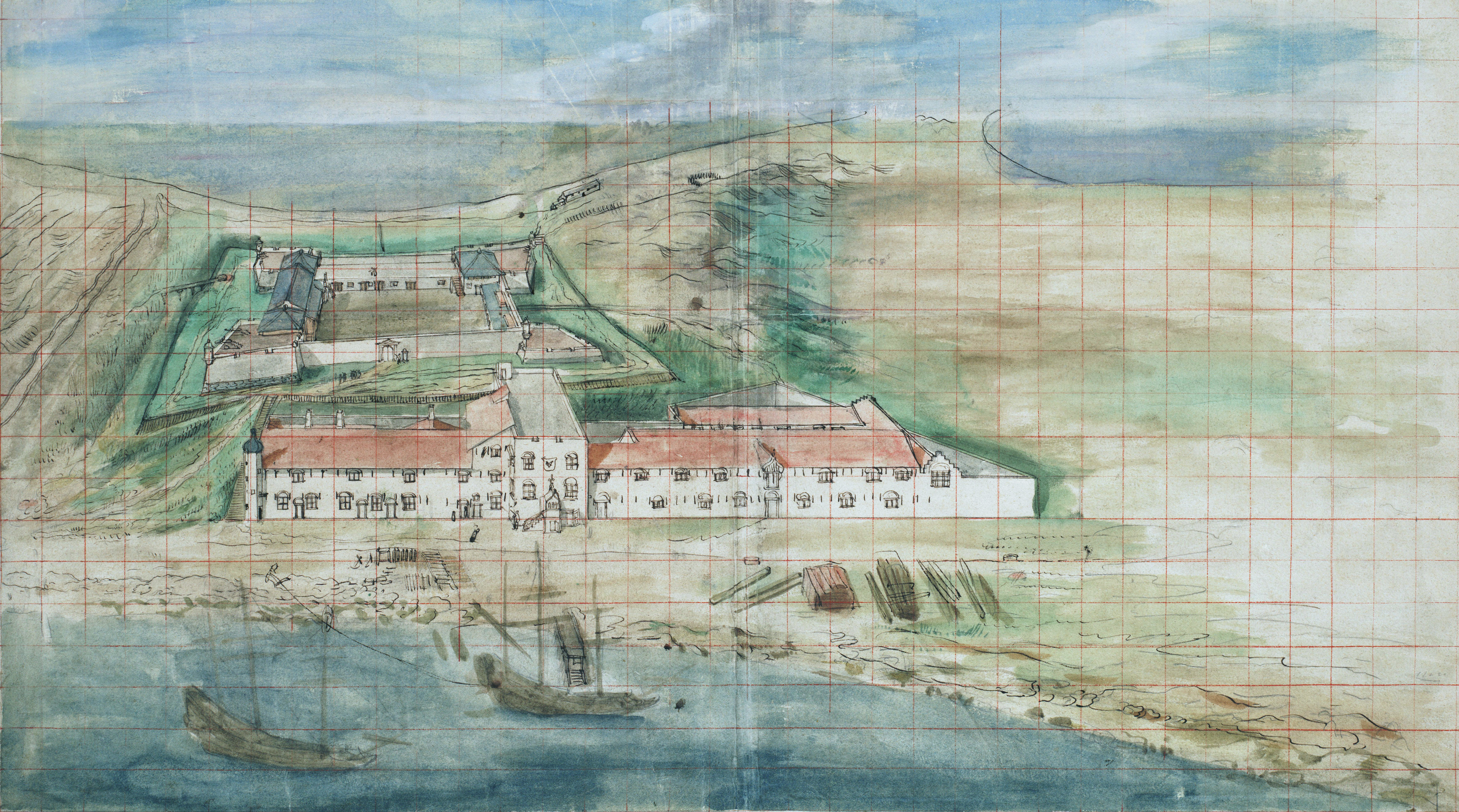
Tổng quan pháo đài Zeelandia ở Đài Nam tại cục lưu trữ của Hà Lan

Pháo đài An Bình (tiếng Trung: 安平古堡; bính âm: Ānpíng gǔbǎo, Hán Việt: An Bình cổ bảo) là một công trình do người Hà Lan xây dựng từ thế kỷ 17 tại quận An Bình, Đài Nam. Pháo đài ban đầu có tên gọi là Zeelandia (tiếng Trung: 熱蘭遮城; bính âm: rèlánzhē chéng; Bạch thoại tự: Ji̍at-lân-jia Siâⁿ, Nhiệt Lan Già thành) và được xây dựng trong khoảng thời gian trên 10 năm từ 1624 đến 1634 do công ty Verenigde Oostindische Compagnie tiến hành trong thời kỳ Hà Lan đô hộ hòn đảo. Ngoài hai tên gọi trên, pháo đài từng có các tên như Áo Luân Trị (Oranje) thành (奧倫治城), An Bình thành (安平城), và Đài Loan thành (台灣城).
Trong thế kỷ 17, người châu Âu đã căng buồm sang châu Á để phát triển giao thương. Đài Loan khi đó trở thành một trong những cảng trung chuyển quan trọng nhất tại Đông Á, pháo đài Zeelandia đã trở thành một trung tâm thương mại quốc tế. Nhân danh Công ty Đông Ấn Hà Lan, các tàu rời khỏi Đài Loan, theo hướng bắc đến Nhật Bản, tây tới Phúc Kiến, nam tới Việt Nam, Thái Lan, hay xa hơn là đến Indonesia, Ấn Độ, Iran hoặc trở về châu Âu.

## Vị trí chiến lược
Người Hà Lan lựa chọn một bán đảo đất cát tại bờ biển Đài Nam là nơi xây cất pháo đài vì điều này sẽ giúp cho quân đội tại pháo đài sau này có thể tiến thẳng ra biển và được cung cấp hậu cần và tăng viện từ Jakarta nếu vị bao vây. Nhưng không may, nơi được lựa chọn không có đủ nước sạch, là thứ mà các tàu biển rất cần khi vào đất liền.
Vị trí quan trọng của pháo đài An Bình là rõ ràng, và điều này được thể hiện trên các bản đồ cổ. Về địa thế, có một loạt các bãi cát trải dài từ bắc xuống nam; phía đông của bãi cát là biển nội địa. Pháo đài Zeelandia được xây trên bãi cát lớn nhất để kiểm soát eo biển vào biển nội địa. Khu vực biển này có bến cảng thuận lợi cho các tàu cập bến.

## Hà Lan đầu hàng
Vào ngày 30 tháng 4 1661, Trịnh Thành Công ("Quốc Tĩnh gia") của nhà Minh (1368-1644) đã bao vây pháo đài (khi ấy đang được 2000 lính Hà Lan bảo vệ) bằng 400 tàu chiến cùng 25.000 binh lính. Sau chín tháng bao vây cướp đi 1.600 lính, Hà Lan đã đầu hàng vào ngày 1 tháng 2 năm 1662, khi họ đã chắc chắn là sẽ không có tiếp viện từ Batavia (nay là Jakarta, Java, Indonesia) và khi nước sạch đã khan hiếm.
Theo hiệp ước giữa Quốc Tĩnh gia và Frederick Coyett, thống sứ Hà Lan, Người Hà Lan từ bỏ pháo đài cũng như bỏ tất cả hàng hóa và tài sản lại pháo đài. Ngày 9 tháng 2 năm 1662, Frederick Coyett trao lại chìa khóa và đưa tất cả binh lính và dân thường đến Batavia bằng đường biển, chấm dứt 38 năm thuộc địa của Hà Lan tại Đài Loan.

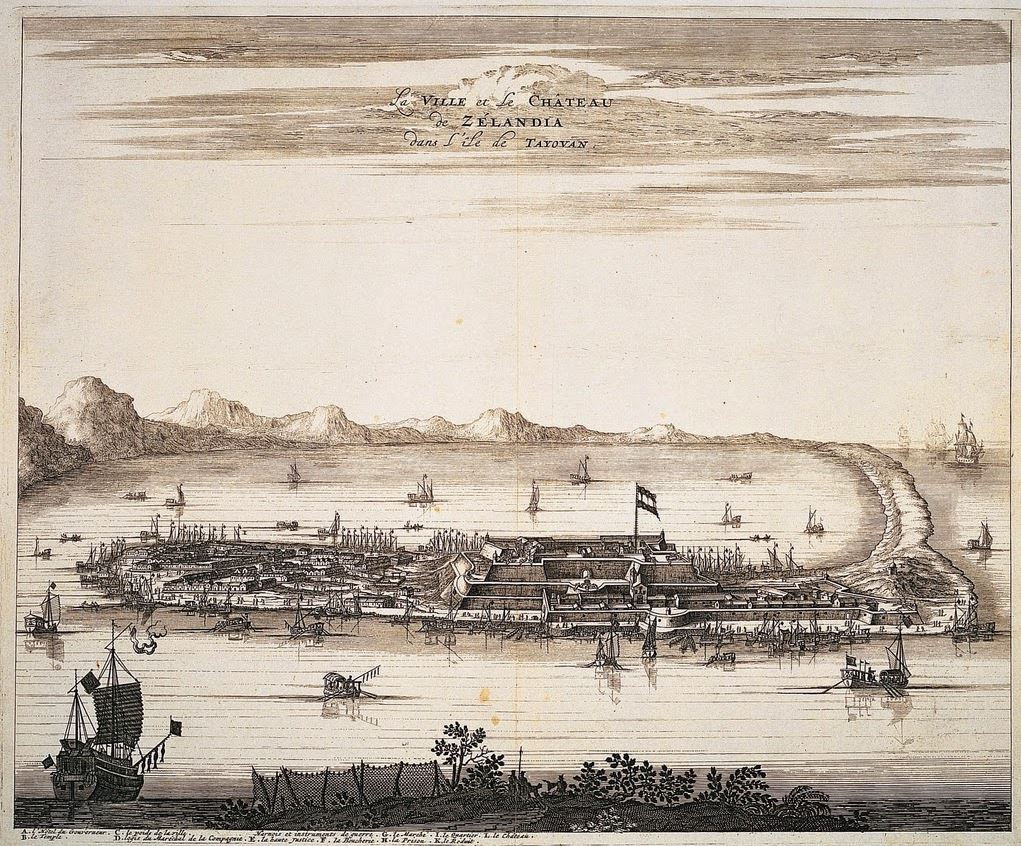
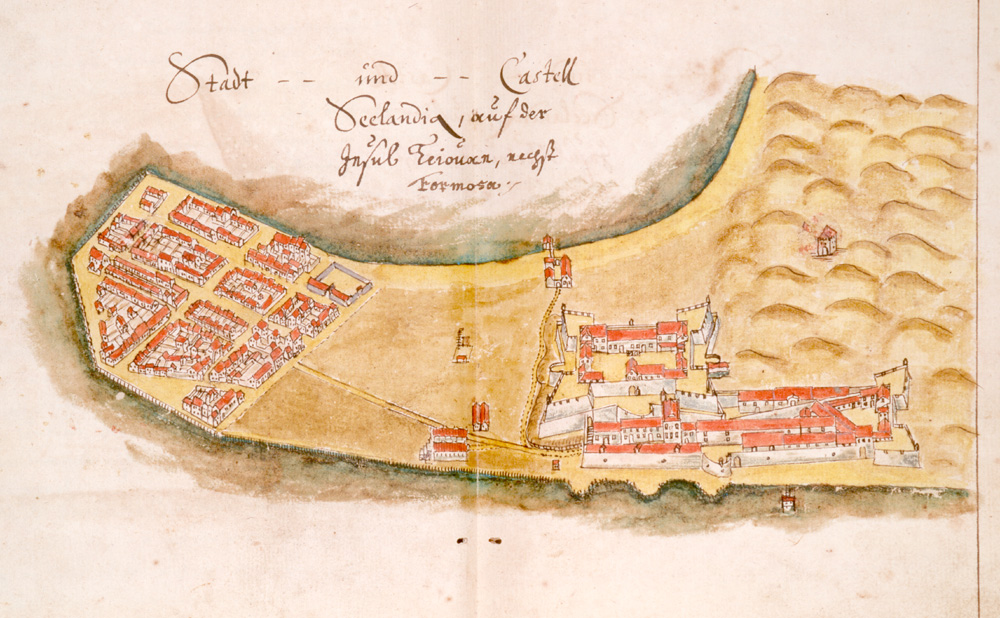
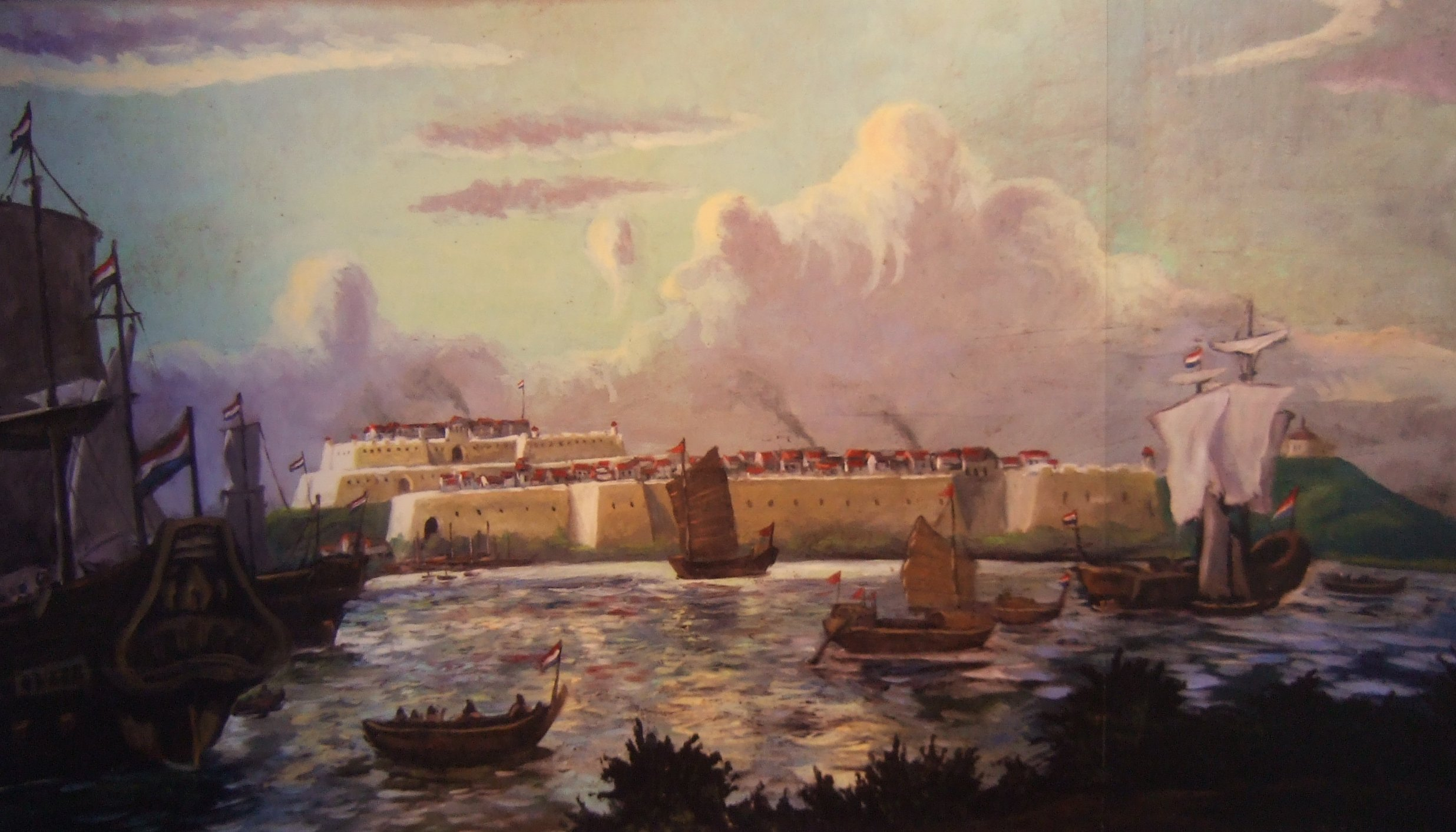
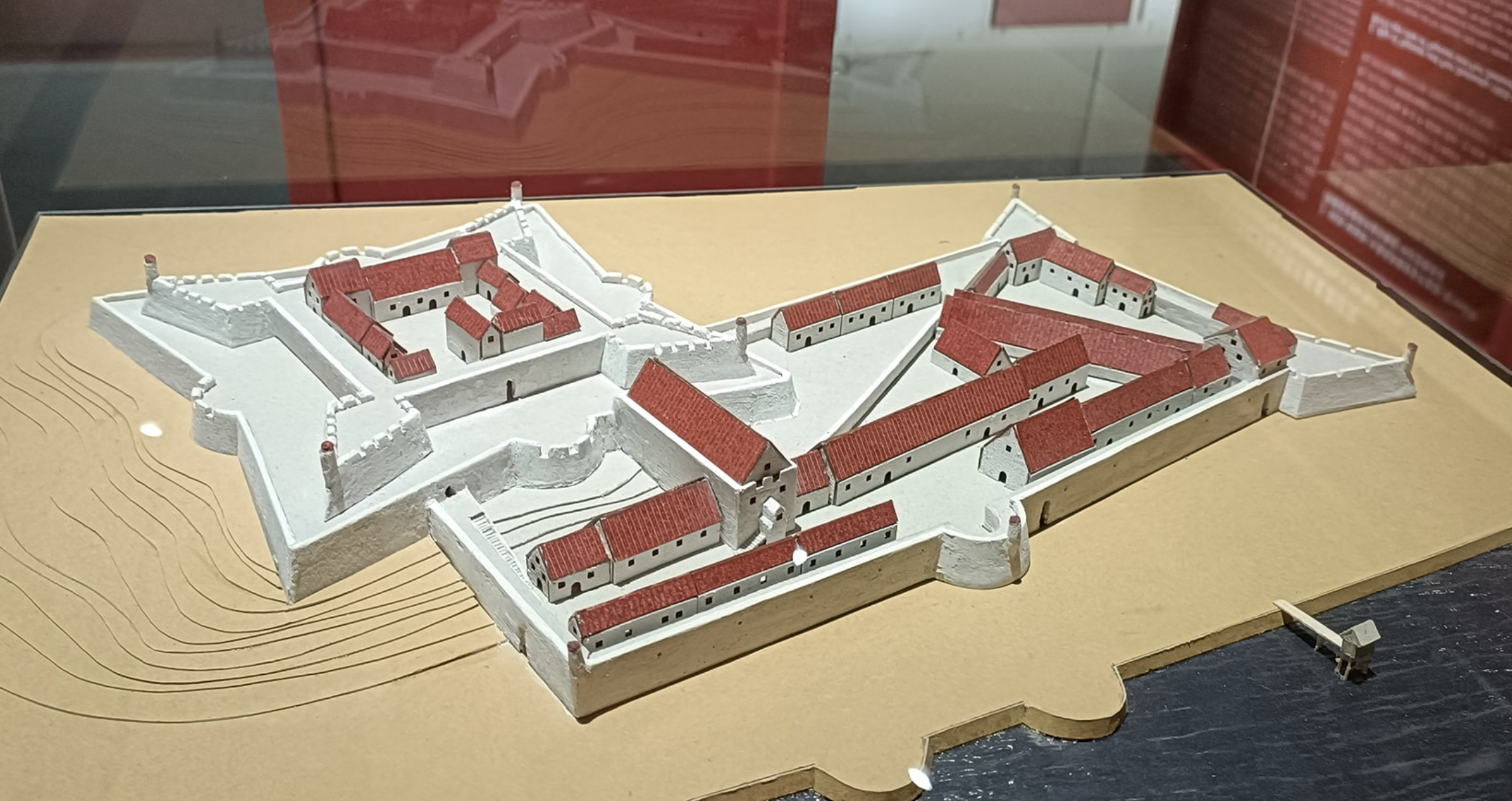
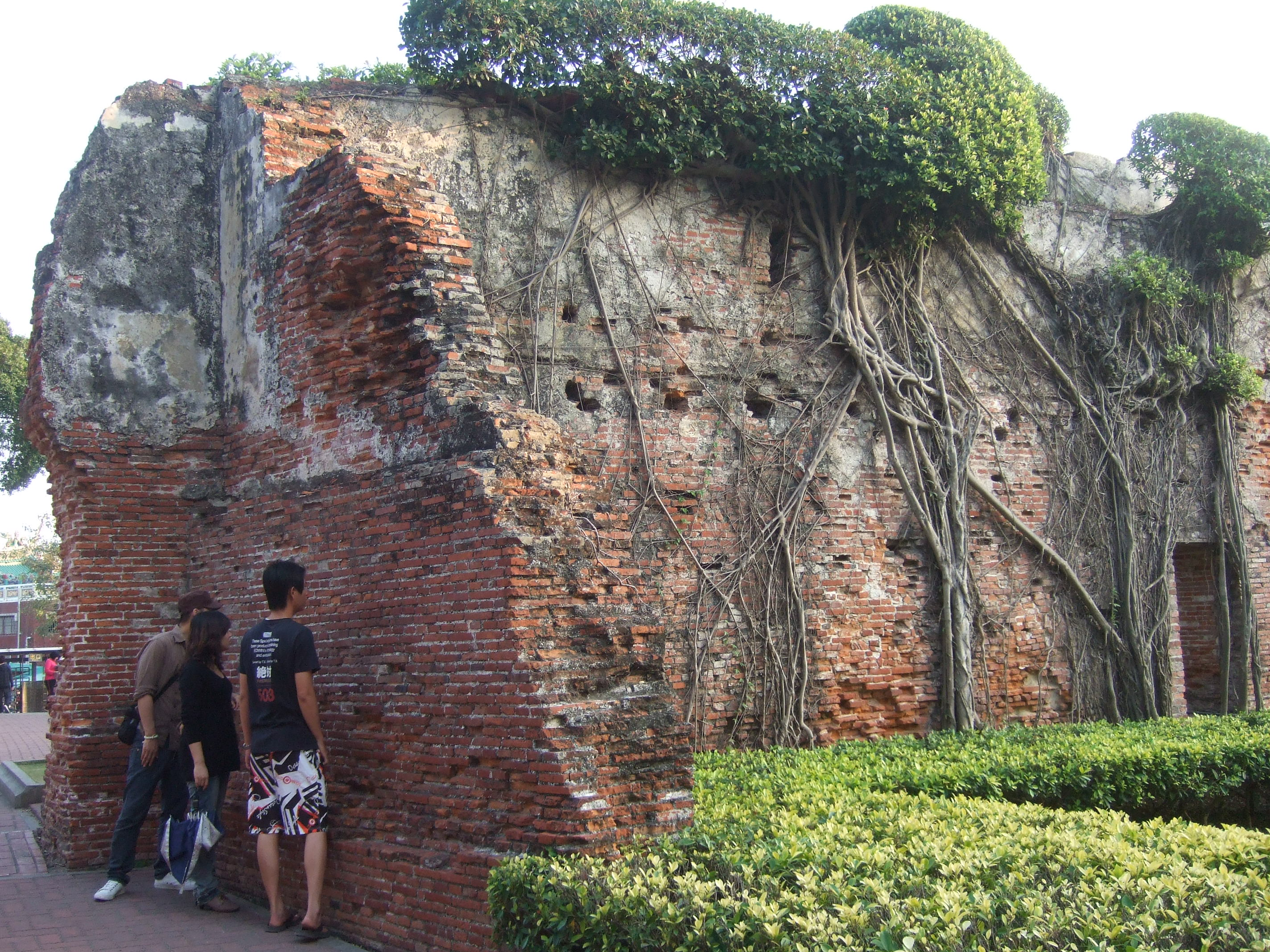
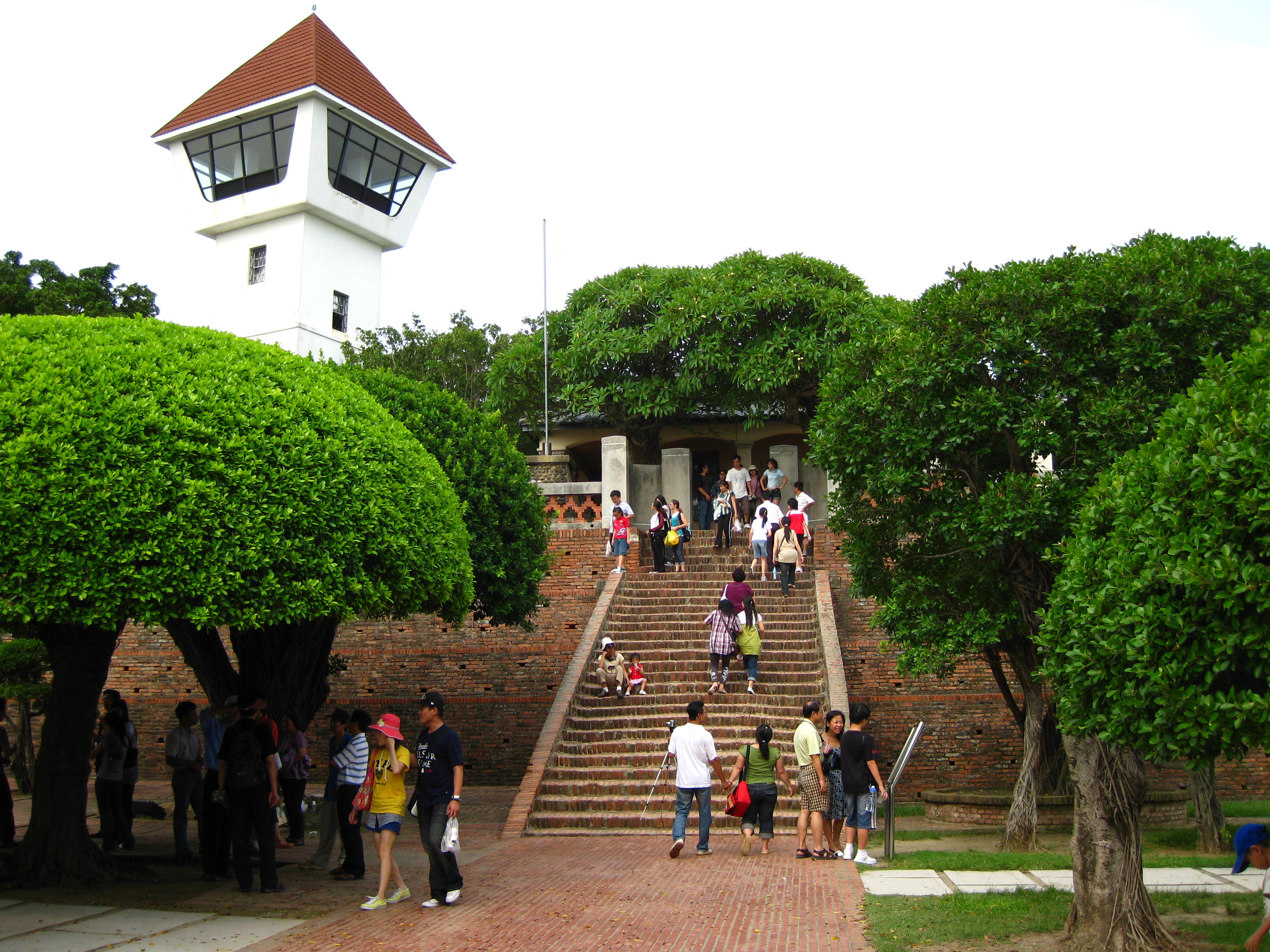
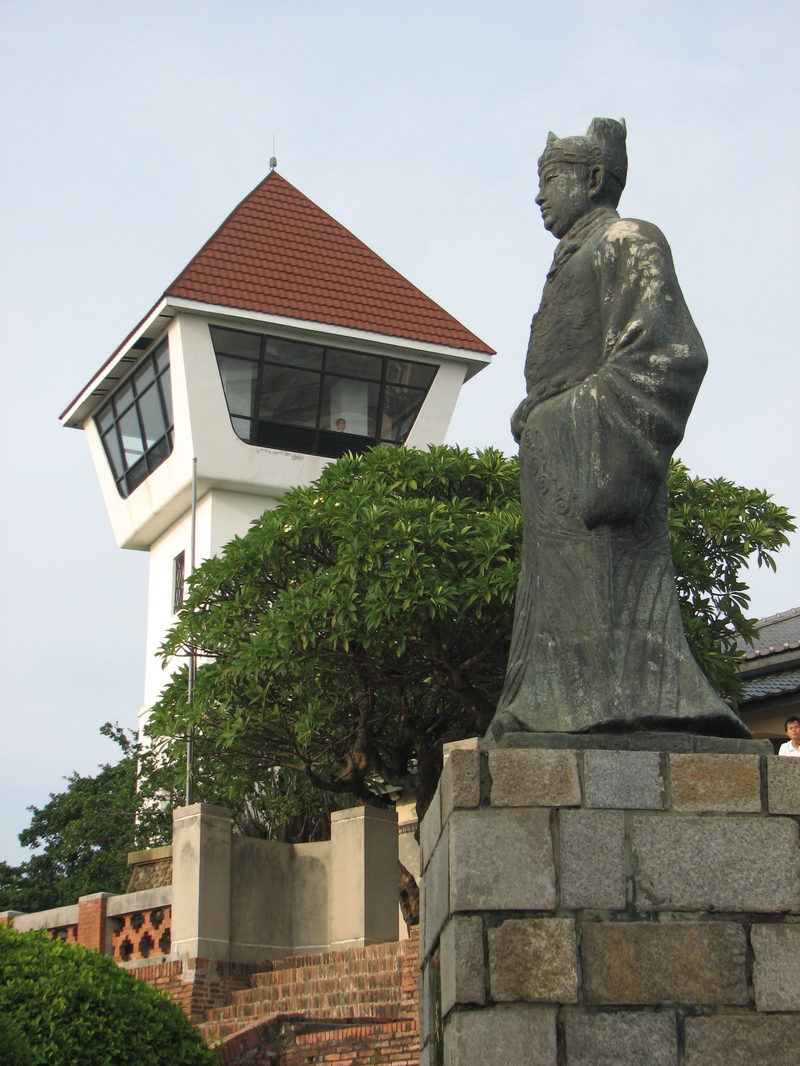
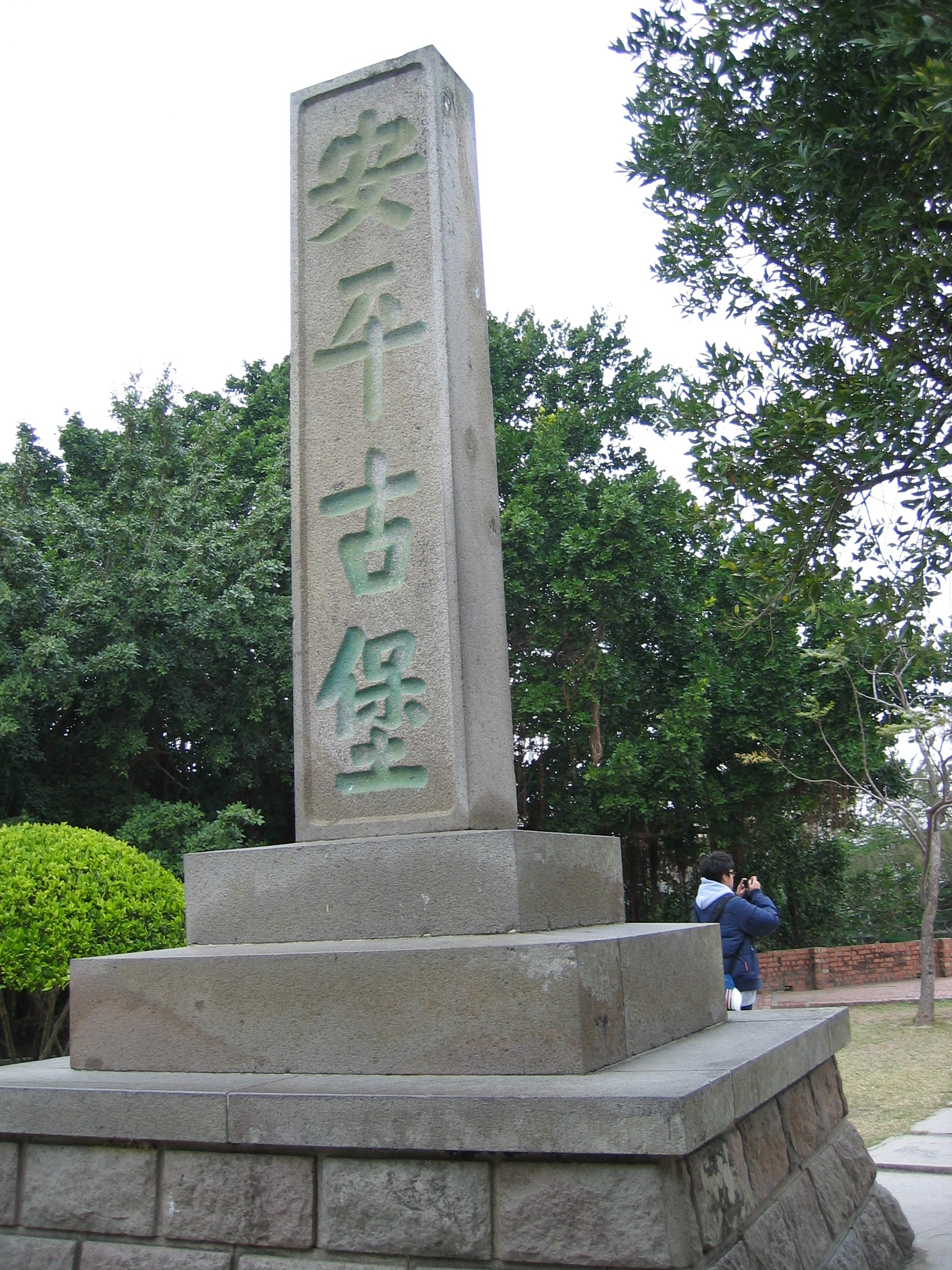